# Barrandeocerida
I Barrandeocerida Flower, 1950 sono un ordine di molluschi cefalopodi estinti, appartenenti alla sottoclasse Nautiloida, conosciuti dall'Ordoviciano Medio al Devoniano Superiore (Frasniano).

## Descrizione
Conchiglia caratterizzata da vari tipi di avvolgimento: cirtocona (ricurva), girocona (avvolta a spirale con giri non a contatto), serpenticona (planispirale con giri a contatto tra loro) e torticona (a spirale elicoidale). Sifone tubulare, da centrale a ventrale. Colletti sifonali ortocoanitici, con anelli connettivi sottili.

## Habitat
Stile di vita probabilmente necto-bentonico per le forme planispirali, più francamente bentonico per quelle cirtocone e torticone.